# Большие Горбы
Большие Горбы — деревня в Гдовском районе Псковской области России. Входит в состав Добручинской волости. Фактически урочище.

## География
Деревня находится в северной части региона, в зоне хвойно-широколиственных лесов, у реки Крапивенка.
Уличная сеть не развита.

### Климат
Климат характеризуется как умеренно континентальный, с относительно коротким тёплым летом и продолжительной, как правило, снежной зимой. Средняя многолетняя температура самого холодного месяца (января) составляет −8°С, температура самого тёплого (июля) — +17,4°С. Среднегодовое количество осадков — 684 мм.

### Часовой пояс
Деревня Большие Горбы, как и вся Псковская область, находится в часовой зоне МСК (московское время). Смещение применяемого времени относительно UTC составляет +3:00.

## История
До войны деревня была центром Горбовского сельсовета. До 1 января 2006 года деревня входила в состав ныне упразднённой Вейнской волости.

## Население
| 2002 | 2010 |
| ---- | ---- |
| 0    | →0   |

## Инфраструктура
В деревня была администрация сельсовета.

## Транспорт
Находится в труднодоступной местности.